# 安息香酸エストラジオール
安息香酸エストラジオール（あんそくこうさんエストラジオール、英: Estradiol benzoate）は、エストラジオールの安息香酸エステルの一種。最初に製品化されたエストロゲン製剤であり、1936年にシエーリング・カールバウム(Schering-Kahlbaun)が特許を取得して、Progynon-Bの商品名で注射用油性製剤として販売された。現在では薬物動態学の点から、低頻度の投与で済むシピオン酸エストラジオール (estradiol cypionate) や吉草酸エストラジオール (estradiol valerate) も使われている。融点は195℃、ラットへの皮下投与実験での半数致死量（TDL0）は、500μg/kg。

## 用途
月経障害や更年期障害の改善を目的とした医薬品、および動物用医薬品として、「オバホルモン」の商品名で懸濁注射剤が販売されている。副作用として、発癌のおそれがある。